# Krampe (biologi)
 For alternative betydninger, se Krampe. (Se også artikler, som begynder med Krampe)
Krampe er en smertefuld tilstand, hvor der forekommer ufrivillige muskelsammentrækninger. 
Krampe skyldes oftest muskeltræthed eller mangel på magnesium.
Kramper kan vare i op til et par minutter.
Man kan afhjælpe krampe ved at massere musklen eller ved aktiv/passiv udstrækning.